# Нечаево (Белгородская область)
Нечаево — село в Корочанском районе Белгородской области, входит в состав Афанасовского сельского поселения.

## История

#### Первые упоминания
В государственном архиве Курской области село Нечаево впервые упоминается с 1863 года. Численность крестьянского населения по переписи 1885 года: «число дворов — 158; лиц мужского пола — 514 человек; женского пола — 474; число грамотных — 7 человек».
В настоящее время в село Нечаево входят бывшие села Покидово и Авдеевка. В «Трудах Курского губернатора статистического комитета» имеются сведения о распределении помещичьих имений по волостям. В них указано, что сельцо Авдеевка Ивицкой волости, Корочанского уезда принадлежало помещикам Николаю Солодилову (23 души) и Надежде Краснокутской (12 душ); деревня Покидово принадлежала Александре Андросовой (15 душ). В «Статистических сведениях по Корочанскому уезду» упоминается: "село Нечаево Нечаевской волости, Корочанского уезда.
Численность крестьянского населения по переписи 1885 года: число дворов — 158; лиц мужского пола — 514 человек; женского пола — 474; число грамотных — 7 человек.

#### Волость
Нечаевская волость Корочанского уезда была образована в 1886 году и просуществовала до 12 мая 1924 года. В неё входило 16 общин: села Нечаево, Белый Колодец, Караичное, Терновое, Сетное, деревни Тюрино, Стреличка, Плутайловка, Покидово, Афанасово, Полянка, слободы Соколовка, Стрелица, Ивица, хутор Протопопов и сельцо Авдеевка. Преобладающий контингент населения — государственные четвертные крестьяне, насчитывалось 659 дворов или 40,9 % всего количества; затем следовали крестьяне душевые государственные — 527 дворов или 32,7 %, дарственные крестьяне — 193 двора или 12,1 % и собственники — 134 двора или 8,3 %.

## Население
| 2002 | 2008 | 2010 |
| ---- | ---- | ---- |
| 379  | ↗390 | ↘344 |